# Hino do Rio Grande do Norte
L'Hino do Rio Grande do Norte, in Brasile, fu adottato ufficialmente il 3 dicembre 1957.

## Testo
Rio Grande do Norte esplendente

Indomado guerreiro e gentil,

Nem tua alma domina o insolente,

Nem o alarde o teu peito viril!

Na vanguarda , na fúria da guerra

Já domaste o astuto holandês!

E nos pampas distantes quem erra,

Ninguém ousa afrontar-te outra vez!

Da tua alma nasceu Miguelinho,

Nós, como ele, nascemos também,

Do civismo no rude caminho,

Sua glória nos leva e sustém!

A tua alma transborda de glória!

No teu peito transborda o valor!

Nos arcanos revoltos da história

Potiguares é o povo senhor!

Foi de ti que o caminho encantado

Da Amazônia Caldeira encontrou,

Foi contigo o mistério escalado,

Foi por ti que o Brasil acordou!

Da conquista formaste a vanguarda,

Tua glória flutua em Belém!

Teu esforço o mistério "inda" guarda

Mas não pode negá-lo a ninguém!

É por ti que teus filhos descantam,

Nem te esquecem, distante, jamais!

Nem os bravos seus feitos suplantam

Nem teus filhos respeitam rivais!

A tua alma transborda de glória!

No teu peito transborda o valor!

Nos arcanos revoltos da história

Potiguares é o povo senhor!

Terra filha de sol deslumbrante,

És o peito da Pátria e de um mundo

A teus pés derramar trepidante,

Vem atlante o seu canto profundo!

Linda aurora que incende o teu seio,

Se recama florida e sem par,

Lembra uma harpa, é um salmo, um gorjeio,

Uma orquestra de luz sobre o mar!

Tuas noites profundas, tão belas,

Enchem a alma de funda emoção,

Quanto sonho na luz das estrelas,

Quanto adejo no teu coração
A tua alma transborda de glória!

No teu peito transborda o valor!

Nos arcanos revoltos da história

Potiguares é o povo senhor!